# The Paul McCartney Collection
The Paul McCartney Collection es una caja recopilatoria de 16 discos del músico británico Paul McCartney, que incluye los álbumes remasterizados y reeditados de su catálogo en solitario y de su grupo Wings entre 1970 y 1989, la mayoría de ellos con bonus tracks inéditos.
Los discos de la colección fueron publicados de forma individual a nivel internacional, salvo en Estados Unidos, con una primera tanda de ocho discos publicados el 7 de junio de 1993 y una segunda tanda de los ocho discos restantes publicados el 9 de agosto. 

## Contenido
| Disco # | Álbum                           | Pistas extra                                                                                               |
| ------- | ------------------------------- | --- |
| 1       | McCartney                       | |
| 2       | Ram                             | - "Another Day" - "Oh Woman, Oh Why"                                                                       |
| 3       | Wild Life                       | - "Give Ireland Back to the Irish" - "Mary Had a Little Lamb" - "Little Woman Love" - "Mama's Little Girl" |
| 4       | Red Rose Speedway               | - "C Moon" - "Hi, Hi, Hi" - "The Mess" - "I Lie Around"                                                    |
| 5       | Band on the Run                 | - "Helen Wheels" - "Country Dreamer"                                                                       |
| 6       | Venus and Mars                  | - "Zoo Gang" - "Lunch Box/Odd Sox" - "My Carnival"                                                         |
| 7       | Wings at the Speed of Sound     | - "Walking in the Park with Eloise" - "Bridge Over the River Suite" - "Junior's Farm" - "Sally G"          |
| 8       | London Town                     | - "Girls' School" - "Mull of Kintyre"                                                                      |
| 09      | Back to the Egg                 | - "Daytime Nighttime Suffering" - "Wonderful Christmastime" - "Rudolph the Red-Nosed Reggae"               |
| 10      | McCartney II                    | - "Check My Machine" - "Secret Friend" - "Goodnight Tonight"                                               |
| 11      | Tug of War                      | - "Ebony and Ivory (Paul McCartney Solo)" - "Rainclouds" - "I'll Give You A ring"                          |
| 12      | Pipes of Peace                  | - "Twice in a Lifetime" - "We All Stand Together" - "Simple as That"                                       |
| 13      | Give My Regards to Broad Street | - "No More Lonely Nights" (extended version) - "No More Lonely Nights" (special dance mix)                 |
| 14      | Press to Play                   | - "Spies Like Us" - "Once Upon a Long Ago"                                                                 |
| 15      | Flowers in the Dirt             | - "Back on My Feet" - "Flying to My Home" - "Loveliest Thing"                                              |